# 士嘉堡醫療網絡
士嘉堡醫療網絡（英語：Scarborough Health Network）是加拿大安大略省多倫多士嘉堡的一個醫療網絡。該醫療網絡運營士嘉堡全科醫院、兆康醫院及貝治芒醫院。這三所醫院都是當地主要的社區醫院，附屬於多倫多大學醫學院。

## 歷史

### 士嘉堡醫院
1998年，救世軍將士嘉堡全科醫院及士嘉堡慈恩醫院（現名貝治芒醫院）的業務併入其附屬機構士嘉堡醫院，而兆康醫院則附屬於紅河谷醫療系統。

### 士嘉堡與紅河醫院
2014年，士嘉堡醫院與紅河谷醫療系統合併失敗。直到時任安大略省衛生廳長賀施金下令解散紅河谷醫療系統，並將兆康醫院的管理權移交予士嘉堡醫院，於2016年12月1日完成合併。這三所醫院組成的新網絡名稱暫定為士嘉堡與紅河醫院（Scarborough and Rouge Hospital）。2018年，士嘉堡與紅河醫院正式更名為士嘉堡醫療網絡。

### 士嘉堡醫療網絡
2019年1月24日，士嘉堡醫療網絡批准停止貝治芒醫院的兒科及產科服務。截至2019年，醫療網絡計劃到2031年將分院數量從3個減少到2個。在三個擴建方案中，兆康醫院計劃翻修，而全科醫院及貝治芒醫院則考慮關閉，以新建醫院取代。多倫多市議員詹嘉禮發起「拯救慈恩」（Save the Grace）運動，呼籲安大略省政府拯救貝治芒醫院。

## 分院
- 士嘉堡全科醫院（建於1956年）
- 兆康醫院（建於1967年）
- 貝治芒醫院（建於1985年）

## 外部連結
- 官方网站

43°45′21″N 79°14′49″W / 43.755884°N 79.246981°W